# Síndrome de tensão pré-menstrual
Síndrome de tensão pré-menstrual é o conjunto de sintomas físicos e emocionais que ocorrem entre uma a duas semanas antes de um período menstrual. Os sintomas muitas vezes variam de mulher para mulher e deixam de se manifestar assim que tem início a menstruação. Entre os sintomas mais comuns estão o acne, mamas doloridas, sensação de inchaço, cansaço, irritabilidade e alterações de humor. Os sintomas manifestam-se em média durante seis dias. O padrão de sintomas da mesma mulher pode-se alterar ao longo do tempo. Os sintomas não se manifestam durante a gravidez ou após a menopausa.
Para que seja diagnosticada uma síndrome, deve existir um padrão consistente de sintomas emocionais e físicos a um nível de intensidade tal que interfiram com a vida normal da pessoa. Os sintomas devem-se manifestar após a ovulação e antes da menstruação. É necessário ainda que os sintomas emocionais não estejam presentes na fase inicial do ciclo menstrual. O diagnóstico é muitas vezes auxiliado por uma lista diária de sintomas registada ao longo de vários meses. O diagnóstico requer ainda que sejam excluídas outras causas com sintomas semelhantes.
A causa da síndrome pré-menstrual é desconhecida. Alguns sintomas podem ser agravados por uma dieta rica em sal e pelo consumo de álcool ou cafeína. Acredita-se que o mecanismo subjacente envolva alterações nos níveis hormonais. Alguns autores afirmam que a STPM está relacionada com a perda de progesterona após morte do corpo lúteo, um depressor do sistema nervoso central. Em pessoas com sintomas moderados, recomenda-se diminuir o consumo de sal e de cafeína, diminuir as fontes de stresse e praticar exercício físico. Em algumas mulheres podem ser úteis suplementos de cálcio e vitamina D. Alguns anti-inflamatórios, como o naproxeno, podem aliviar os sintomas físicos. Em mulheres com sintomas mais pronunciados, a pílula contracetiva e o diurético espironolactona podem ter alguma utilidade.
Cerca de 80% das mulheres afirmam ter alguns sintomas antes da menstruação. No entanto, apenas em 20 a 30% das mulheres pré-menopáusicas é que os sintomas se qualificam como síndrome pré.menstrual. A perturbação disfórica pré-menstrual é uma forma mais grave de síndrome pré-menstrual em que se manifestam sintomas psicológicos mais pronunciados e que afeta 3–8% das mulheres pré-menopáusicas. Nesta condição, além das medidas comuns para a síndrome pré-menstrual, podem ser acrescentados antidepressivos como os inibidores seletivos de recaptação de serotonina.